# 埃茲沃爾德鎮區 (明尼蘇達州萊昂縣)
埃茲沃爾德鎮區（英語：Eidsvold Township）是位於美國明尼蘇達州萊昂縣的一個行政鎮區。

## 歷史
埃茲沃爾德於1873年設立，得名自大部份定居者的故鄉，挪威市鎮埃兹沃尔。

## 地方資料
埃茲沃爾德鎮區的面積為87.17平方千米，當中陸地面積為86.96平方千米，而水域面積為0.21平方千米。根據2020年美國人口普查的數據，當地共有人口202人，而人口密度為每平方千米2.32人。